# Ernst Hatz
Ernst Hatz (* 28. Dezember 1878 in Ruhstorf an der Rott; † 1. Dezember 1965) war ein deutscher Konstrukteur und Unternehmer.

## Leben
Hatz war Mitbesitzer der Motorenfabrik Hatz in Ruhstorf, die er aus kleinsten Anfängen zu einem bedeutenden Motorenhersteller aufbaute. In den 1930er Jahren konstruierte er einen Zweitakt-Diesel-Motor, der weltweit Verbreitung fand.
Er war mehrere Jahre Vorstand der Fachgruppe Kraftmaschinen im Verein Deutscher Maschinenbauanstalten.

## Ehrungen
- 1957: Verdienstkreuz 1. Klasse der Bundesrepublik Deutschland
- Straßenbenennung in seinem Heimatort
- Bayerischer Verdienstorden

## Quelle
- Bundesarchiv B 122/38473

| Personendaten    | Personendaten                          |
| ---------------- | -------------------------------------- |
| NAME             | Hatz, Ernst                            |
| KURZBESCHREIBUNG | deutscher Konstrukteur und Unternehmer |
| GEBURTSDATUM     | 28. Dezember 1878                      |
| GEBURTSORT       | Ruhstorf an der Rott                   |
| STERBEDATUM      | 1. Dezember 1965                       |